# Slankaber
Slankaber (Colobinae) er en underfamilie af hundeaberne (Cercopithecidae). Underfamilien deles i to slægtsgrupper (tribus), Colobini og Presbytini, der på dansk ofte kaldes henholdsvis colobusaber og langurer. Der findes i alt 10 slægter og omkring 70 arter.
Hele gruppen eller mindre dele af den bliver også kaldt bladaber. Dette gælder især slægten Presbytis, der dog nu er blevet opslittet i flere slægter. Colobusaber er blevet kaldt stumpnæser og navnet slankaber har været forbeholdt den slægtsgruppe, der her kaldes langurer, men uden næseaber inkluderet.

## Udbredelse
Langurer forekommer i Syd- og Sydøstasien, mens colobusaber lever i de tropiske dele af Afrika.

## Udseende
Med undtagelse af en enkelt art (Simias concolor) kendetegnes alle primater i underfamilien af en lang hale. Pelsen kan have mange forskellige farver. Påfaldende er det, at ungerne oftest har en farve der adskiller sig fra pelsfarven hos voksne dyr. Hos colobusaber findes kun en rudimentær tommelfinger.

## Levevis
De fleste arter i underfamilien lever i træer, men der findes også arter som delvis lever på jorden. Deres habitat kan være regnskov, mangroveskov, bjergskov eller savanne, men ikke ørken eller andre tørre områder. Slankaber lever i grupper, men disses sammensætning er forskellig fra art til art.

### Føde
Arterne i underfamilien lever næstan udelukkende af planteføde som blade, blomster og frugt. Kun i enkelte tilfælde tager de også insekter og andre mindre dyr. For at kunne fordøje føden, har slankaber en mave, der består af flere kamre.

### Formering
Efter en drægtighedsperiode på i gennemsnit seks til syv måneder føder hunnen oftest en enkelt unge. Hunnen giver die i cirka et år og efter tre til seks år er ungerne kønsmodne. De kan blive 20 år gamle.

## Slægter
- Tribus Colobini, colobusaber
  - Colobus, sorte colobusaber, 5 arter, f.eks.
    - Kappeguereza, C. guereza

  - Piliocolobus, røde colobusaber, 17 arter
  - Procolobus, 1 art: grøn colobusabe
- Tribus Presbytini, langurer
  - Presbytis, 18 arter
  - Semnopithecus, grå langurer, 8 arter, f.eks.
    - Hulman (hanumanlangur), S. entellus

  - Trachypithecus, 17 arter, f.eks.:
    - Guldlangur, T. geei
    - Sølvlangur (budeng), T. cristatus
    - Brillelangur, T. obscurus
    - Popalangur, T. popa

  - Pygathrix, kostumelangurer, 3 arter
  - Rhinopithecus, stumpnæseaber, 5 arter, f.eks.
    - Gylden stumpnæseabe, R. roxellana

  - Simias, 1 art: simakobou
  - Nasalis, 1 art: næseabe